# Shōji (metropolitana di Osaka)
Shōji (小路駅?, Shōji-eki) è una stazione della metropolitana di Osaka situata nell'area sudest della città, nel quartiere di Ikuno-ku situata lungo la linea Sennichimae.

## Struttura
La stazione è dotata di un marciapiede centrale a isola con due binari sotterranei.
| 1 | Linea Sennichimae |  | per Minami-Tatsumi                         |
| 2 | Linea Sennichimae |  | per Tsuruhashi, Namba, Awaza e Nodahanshin |

## Stazioni adiacenti
| «                 | Servizio          | »                 |
| Linea Sennichimae | Linea Sennichimae | Linea Sennichimae |
| ----------------- | ----------------- | ----------------- |
| Shin-Fukae        | Locale            | Kita-Tatsumi      |